# Cordaites
Cordaites var en slægt af primitive og uddøde nåletræer, der forekom i sen Kultid til Perm. Det var mindre træer og buske som voksede i vådområder, f.eks. sumpe og mangrove.
| Træ | Spire Denne artikel om træer er en spire som bør udbygges. Du er velkommen til at hjælpe Wikipedia ved at udvide den. |